# 卡氏狡鮟鱇
卡氏狡鮟鱇（学名：Dolopichthys karsteni），為輻鰭魚綱鮟鱇目棘茄魚亞目夢角鮟鱇科的其中一種。分布於西北大西洋海域，屬深海魚類，棲息深度約0至1200公尺，魚體顏色暗,在餌球背部中線上有一朝向前面的乳突,兩邊側面各有一個朝向後面的乳突，背鰭軟條6至7枚；臀鰭軟條5至6枚，體長可達9.9公分。